# 갑각류
갑각류(甲殼類, 영어: crustacean)는 절지동물의 한 분류로 게와 새우, 따개비 등 55,000여 종의 생물이 갑각류 무리에 속한다. 갑각아문(甲殼亞門)으로 분류한다. 수중 생활을 하는 것들이 많으며, 자유롭게 헤엄치거나 바닥을 기어다니면서 생활하는 것이 보통이지만, 수중의 부유물에 고착하거나 어류나 기타 무척추동물에게 기생하는 경우도 있고, 일부는 부유생활을 하기도 한다. 주로 온대에서 열대에 걸친 수심 200m까지의 얕은 바다나 민물에 주로 서식하며, 극지방이나 수심 6000m 이상의 깊은 바다에 서식하는 종도 있다. 민물에 사는 종 중에는 3,000m 이상의 높은 산이나, 동굴, 지하수에서 생활하는 것도 있다. 따개비류 등의 몇몇을 제외하면 대부분 암수딴몸으로서, 부유 유생을 거쳐 변태한 끝에 성체로 자란다. 경제적인 측면에서 갑각류는 수산 자원이나 어류의 천연 사료, 식품 등으로 사용되어 수산업 측면에서 인간에게 많은 도움이 되고 있다.

## 하위 분류
- 새각강 (Branchiopoda)
  - 살갑아강 (薩甲亞綱, Sarsostraca)
    - 무갑목 (Anostraca)

  - 엽각아강 (Phyllopoda)
    - 배갑목 (Notostraca)
    - 양갑하강 (Diplostraca)
      - 활미목 (Laevicaudata)
      - 극미목 (Spinicaudata)
      - Cyclestherida
      - 지각목 (Cladocera)
- 요지강 (Remipedia)
- 두판강 (Cephalocarida)
- 소악강 (Maxillopoda)
  - 초갑아강 (Thecostraca)
  - 탄툴라쿠스아강 (Tantulocarida)
  - 새미아강 (Branchiura)
  - 오구동물아강 (Pentastomida)
  - 수염새우아강 (Mystacocarida)
  - 요각아강 (Copepoda)
- 패충강 (Ostracoda)
  - 근병아강 (Myodocopa)
  - 절병아강 (Podocopa)
- 연갑강 (Malacostraca)
  - 진연갑아강 (Eumalacostraca)
  - 자하아강 (Hoplocarida)
  - 엽하아강 (Phyllocarida)